# Hans von Schwicheldt
Hans von Schwicheldt, auch Johann von Schwicheldt (geboren vor 1335; gestorben am 25. April 1406) war ein Adliger aus der Familie von Schwicheldt. Er wurde in den Ritterstand erhoben und gilt als Begründer des Adelsgeschlechts von Schwicheldt. Eine Erwähnung der Brüder von Schwicheldt (de Swich[t]elde, van Swechtelde) findet sich in einer Urkunde vom 24. Juni 1335. Es wurden in den Urkunden 1337 mehrere Brüder als „verfestete der Altstadt“ von Braunschweig aufgeführt: “Heyno Marscalk, item Conradus, Jan, Henricus fratres de Swichelte.” (deutsch: „Heyno, Marschall [des Stiftes Hildesheim], sowie Konrad; Jan [Hans, Johann] und Heinrich Brüder de Swichelte“) Als ein weiterer Bruder wurde Radebode oder Radebogo von Schwicheldt erwähnt. Die Familie von Schwicheldt besaß das Schloss Wallmoden, von dem aus Raubzüge unternommen wurden, es war möglicherweise der Sitz der älteren beiden Brüder, die in den Urkunden nicht weiter erwähnt wurden.

## Leben
Von Schwicheldt erhielt gemeinsam mit seinem Bruder Heinrich durch Bischof Heinrich von Hildesheim Güter in Clauen zum Lehen. Es folgten weitere Lehen, darunter im April 1349 das Burglehen in Peine (zuvor hatte der Stiftsmarschall Ludolph von Dinklar dieses Lehen) und eine Mühle in Eixe (Eykessen), im Mai 1350 ein Hof, fünf Hufen Land und Güter in Flachstöckheim bei Salzgitter (durch Propst Heinrich von Steiberg vom Kreuzstift in Hildesheim), im April 1356 wurde dieses Lehen auf sechs und im April 1357 auf 12 Hufen erweitert. Im Jahr 1360 erwarben sie vom Kloster Heiningen einen Hof in Altenrode. Im Jahr 1360 schenkte er dem Kreuzstift einen Hof in Hederkessen nebst einer jährlichen Rente von 8 Schilling und der Verpflichtung wöchentliche eine Totenmesse für seine verstorbene erste Frau abzuhalten. Im Jahr 1370 oder 1375 gab ihm Herzog Otto der Quade die Harzburg zum Lehen. Von Schwicheldt wurde vom Knappen zum Ritter erhoben, der genaue Anlass und das Datum sind nicht bekannt, sicher ist, dass er nach 1377 als Ritter benannt wurde. Er war als Advocatus, Steuereintreiber und Voigt für den Bischof Gerhard von Hildesheim tätig. Der Graf Gerhardt von Wohldenberg sicherte ihm ein Lehen über sechs Mark aus der Vogtei in Goslar zu, die zuvor dem Gödecke von Barum gezahlt worden waren. 1379 verkaufte er beim Berggericht auf dem Rammelsberg seine Berganteile an Heinrich von Uslar. Im Jahr 1383 führte von Schwicheldt gemeinsam mit Crudt von Steinberg Krieg gegen Herzog Bernhard von Braunschweig-Lüneburg. Bei einem Gefecht nahmen sie diesen gefangen und brachten ihn auf das Schloss Bodenburg. Im Mai 1388 nahm er gemeinsam mit Curdt von Steinberg im Lüneburger Erbfolgekrieg an der Schlacht bei Winsen an der Aller teil und kämpfte an der Seite von Herzog Heinrich von Braunschweig-Lüneburg. Für die Unterstützung und den so errungenen Sieg wurde ihm ein Viertel des Erlöses zugesprochen, den die Ablösung der Gefangenen einbrachte. Als der Ritter Cord von Dinklar ohne Nachkommen verstorben war, wurde von Schwicheldt im Oktober 1390 mit dem Erbmarschallamt des Stifts Hildesheim belehnt. Er hatte zudem die Liebenburg ausbauen und befestigen lassen, dafür war ein neues Gebäude über dem Tor errichtet und die Mauern der Anlage waren erhöht worden. Er wurde 1393 vom Bischof zum Amtmann des Stifts ernannt. Zu seinen Aufgaben zählte die Verteidigung der Besitzungen, der Schlösser und Liegenschaften, des Land und der Leute. Im Oktober 1393 wurde er bei der Schlacht bei Beinum mit weiteren Adligen durch die Truppen von Herzog Friedrich gefangen genommen. Sein Verbündeter Curdt von Steinberg fiel im Kampf. Von Schwicheldt wurde in der Kartause Hildesheim beigesetzt, die er selbst hatte mit errichten lassen.
Von Schwicheldts Bruder Heinrich ließ sich 1382 gemeinsam mit Rudolph von Barum und Heinrich von Uslar in Goslar ein Ritterhaus errichten. Er war mit Gerburgis von Dötzum verheiratet und starb dort um 1385/1386.

## Familie
Von Schwicheldt war zweimal verheiratet und hatte mindestens eine Tochter Sophie, oder Sophia (später Priorin des Klosters Heiningen) und sechs Söhne, von denen drei gemeinsam als Raubritter auf der ehemaligen Harzburg lebten. Friedrich Vogell listet sie wie folgt auf:
- Mit Hillleburgis († 1360)
  - Heinrich von Schwicheldt, Ritter (ab 1388)
  - Johann (Hans) von Schwicheldt, studierte 1392 bis 1394 die Rechte in Erfurt und in Prag Domherr zu Hildesheim (1395–27. April 1449) seit 1418 Archidiakon. Er wurde in der Wöltingeroder Klosterkirche begraben.[6]
- Mit Margaretha „Mette“ (geborene von Linde; 1340–1395)
  - Heinrich von Schwicheldt, der Jüngere
  - Brand von Schwicheldt
  - Cord (auch Konrad oder Kord) von Schwicheldt, der Ältere
  - Cord (auch Konrad oder Kord) von Schwicheldt

## Die Harzburg
Von Schwicheldt war seit den 1370er Jahren Lehnsherr und seit 1388 herzoglicher Amtmann auf der Harzburg. 1407 erhielt er von den Grafen von Wernigerode deren Anteil an der Burg, das Gericht, die Vogtei und die Bergwerke, die Kirchenpatronate zu Neustadt, Bettingerode und auf der Burg, sowie dem Forst bis zur Ecker. Im Jahr 1411 waren seine Söhne zudem Pfandinhaber des herzoglichen Anteils, was sie quasi zu den alleinigen Besitzern machte. Weitere Besitzungen waren die Liebenburg, Burg Wiedelah und Burg Lutter. Seine Söhne Heinrich, Brand und Cord unternahmen von der Harzburg aus Streifzüge in das Halberstädtische und Magdeburgische Gebiet. Ihre Brandschatzungen und Raubzüge veranlassten Herzog Otto den Einäugigen am 22. Mai 1411 mit der Stadt Goslar ein Bündnis gegen die von Schwicheldt zu schließen. Am 24. Juli 1411 raubten diese die Kühe von Hakeborn, das zum Stift Magdeburg gehörte. Sie wurden von Conrad Edler von Hadmersleben zu Egeln und Otto von Warberge verfolgt und erschlugen von Warberge in der Nähe von Derenburg. Die Harzburg wurde daraufhin durch den Erzbischof Günther von Magdeburg und die Herzöge Bernhard und Heinrich von Braunschweig-Lüneburg, sowie Bundesgenossen aus den Städten Magdeburg, Halberstadt, Braunschweig und Goslar belagert. Die Belagerer errichteten auf dem Petersilienbleek die „Steuerburg“, um von dort aus die Harzburg zu beschießen. Gegen das Versprechen, zukünftig keine Raubzüge mehr auf den Gebieten der Belagerer zu unternehmen, zogen sich die Truppen zurück. Im Folgejahr stahlen die von Schwicheldts das Vieh von den Weiden bei Goslar und mussten nach erneuter Belagerung im Frühjahr 1413 die Burg übergeben. Die Schwicheldts mussten die Burg verlassen und verloren auch das Recht auf die Pfandsumme, das den Eroberern zugebilligt wurde. Zu einem Viertel wurde es an die Stadt Goslar gegeben. Herzog Otto der Einäugige war kurzzeitig der rechtmäßige Eigentümer der Harzburg, verlor sie jedoch an die Wolfenbüttler Linie, der es gelungen war die meisten Anteile des Pfandrechts an der Burg an sich zu bringen.